# Богатово (Багратионовский район)
Богатово — посёлок в Багратионовском районе Калининградской области. Входит в состав Долгоруковского сельского поселения.

## История
В конце XIV века Розиттен это  прусская деревеня в составе округа Цинтен. 
В 1741 году в Розиттене открылась школа, 1929 году было построено новое здание школы. 
1 апреля 1938 года Борненен вошел в состав общины Розиттен. 
В 1946 году населенные пункты Розиттен и Борненен были объеденные в поселок Богатово.

## Население
| 2002 | 2010 |
| ---- | ---- |
| 40   | ↘16  |